# The Angel and the Soldier Boy
The Angel and the Soldier Boy – album muzyczny grupy Clannad.

## Lista utworów
1. Music from the Soundtrack: – 25:28
  - "A Dream in the Night"
  - "The Pirates"
  - "The Soldier Boy"
  - "The Angel"
  - "The Flies"
  - "The Spider"
  - "The Cat"
  - "The Jolly Roger"
  - "Into the Picture"
  - "Pirates Merrymaking"
  - "Finding the Key"
  - "Pirates on the Island"
  - "Sea and Storm"
  - "The Love Theme"
  - "The Chase"
  - "The Toys"
  - "The Rescue"
  - "Back to the Book"
  - "A Dream in the Night (instrumental)"
2. The Story Narrated by Tom Conti – 26:00